# ثوم كندي
ثوم كندي (الاسم العلمي: Allium canadense) هو نوع من النباتات يتبع جنس الثوم من فصيلة النرجسية.